# La Bamba (nummer)
La bamba is een nummer van de Amerikaanse zanger Ritchie Valens uit 1958. Het is door Valens en anderen als single uitgebracht.

## Achtergrond
De single van Ritchie Valens bestaat uit het titelnummer en de romantische ballad Donna als A-kant en La Bamba als B-kant. Het was de tweede single van de zanger. Het titelnummer is een Spaanstalige uptempo rock-'n-rollsong waarvan de tekst ontleend is aan een gelijknamig lied uit de Mexicaanse folklore. Na de release bereikte Valens' interpretatie van het lied in 1958 de 22e positie in de Amerikaanse hitlijsten. Nadien werd het als enige niet-Engelstalige lied opgenomen in de door Rolling Stone opgestelde lijst van The 500 Greatest Songs of All Time waarin het zich op nummer 345 bevindt.

### NPO Radio 2 Top 2000
| Nummer met noteringen in de NPO Radio 2 Top 2000 | '99  | '00 | '01  | '02 | '03  |
| ------------------------------------------------ | ---- | --- | ---- | --- | ---- |
| La Bamba                                         | 1059 | -   | 1881 | -   | 1763 |

1. ↑  Een '-' betekent dat het nummer niet was genoteerd en een vetgedrukt getal geeft de hoogste notering aan.
2. ↑  Deze tabel is bijgewerkt tot en met de laatste editie (2024).

## Trini Lopez
In 1963 bracht de Amerikaans zanger van Mexicaanse afkomst Trini Lopez zijn versie van het nummer La bamba uit. Het nummer bereikte in Nederland een tiende plaats in de Tijd Voor Teenagers Top 10.

### NPO Radio 2 Top 2000
La Bamba stond alleen in 1999 in de NPO Radio 2 Top 2000, op plek 1699.

## Los Lobos
In 1987 coverde de Amerikaanse band Los Lobos La bamba ten behoeve van de  gelijknamige film over het leven van Ritchie Valens. Zij bereikten met hun uitvoering de eerste positie in zowel de Verenigde Staten als in het Verenigd Koninkrijk. De band nam voor hun uitvoering een videoclip op die beelden bevat van de voltallige band en de hoofdrolspeler van de film Lou Diamond Phillips en die bekroond werd met de prijs van de MTV Video Music Awards voor "Best Video from a Film".
In Nederland was de plaat op zaterdag 25 juli 1987 NCRV Favorietschijf op Radio 3 en werd een hit in de destijds twee landelijke hitlijsten op de nationale publieke popzender. De plaat bereikte de 2e positie in zowel de Nationale Hitparade Top 100 als de Nederlandse Top 40. In de Europese hitlijst op Radio 3, de TROS Europarade, werd géén notering behaald, aangezien deze hitlijst op donderdag 25 juni 1987 voor de laatste keer werd uitgezonden.
In België bereikte de plaat de 2e positie in zowel de voorloper van de Vlaamse Ultratop 50 als de Vlaamse Radio 2 Top 30. In Wallonië werd géén notering behaald.

### Hitnoteringen

#### Nederlandse Top 40
| Hitnotering: 08-08-1987 t/m 17-10-1987 | Hitnotering: 08-08-1987 t/m 17-10-1987 | Hitnotering: 08-08-1987 t/m 17-10-1987 | Hitnotering: 08-08-1987 t/m 17-10-1987 | Hitnotering: 08-08-1987 t/m 17-10-1987 | Hitnotering: 08-08-1987 t/m 17-10-1987 | Hitnotering: 08-08-1987 t/m 17-10-1987 | Hitnotering: 08-08-1987 t/m 17-10-1987 | Hitnotering: 08-08-1987 t/m 17-10-1987 | Hitnotering: 08-08-1987 t/m 17-10-1987 | Hitnotering: 08-08-1987 t/m 17-10-1987 | Hitnotering: 08-08-1987 t/m 17-10-1987 | Hitnotering: 08-08-1987 t/m 17-10-1987 |
| Week:                                  | 1                                      | 2                                      | 3                                      | 4                                      | 5                                      | 6                                      | 7                                      | 8                                      | 9                                      | 10                                     | 11                                     |                                        |
| -------------------------------------- | -------------------------------------- | -------------------------------------- | -------------------------------------- | -------------------------------------- | -------------------------------------- | -------------------------------------- | -------------------------------------- | -------------------------------------- | -------------------------------------- | -------------------------------------- | -------------------------------------- | -------------------------------------- |
| Positie:                               | 22                                     | 13                                     | 6                                      | 4                                      | 2                                      | 2                                      | 2                                      | 4                                      | 7                                      | 12                                     | 22                                     | uit                                    |

#### Nationale Hitparade Top 100
| Hitnotering: 25-07-1987 t/m 07-11-1987 | Hitnotering: 25-07-1987 t/m 07-11-1987 | Hitnotering: 25-07-1987 t/m 07-11-1987 | Hitnotering: 25-07-1987 t/m 07-11-1987 | Hitnotering: 25-07-1987 t/m 07-11-1987 | Hitnotering: 25-07-1987 t/m 07-11-1987 | Hitnotering: 25-07-1987 t/m 07-11-1987 | Hitnotering: 25-07-1987 t/m 07-11-1987 | Hitnotering: 25-07-1987 t/m 07-11-1987 | Hitnotering: 25-07-1987 t/m 07-11-1987 | Hitnotering: 25-07-1987 t/m 07-11-1987 | Hitnotering: 25-07-1987 t/m 07-11-1987 | Hitnotering: 25-07-1987 t/m 07-11-1987 | Hitnotering: 25-07-1987 t/m 07-11-1987 | Hitnotering: 25-07-1987 t/m 07-11-1987 | Hitnotering: 25-07-1987 t/m 07-11-1987 | Hitnotering: 25-07-1987 t/m 07-11-1987 | Hitnotering: 25-07-1987 t/m 07-11-1987 |
| Week:                                  | 1                                      | 2                                      | 3                                      | 4                                      | 5                                      | 6                                      | 7                                      | 8                                      | 9                                      | 10                                     | 11                                     | 12                                     | 13                                     | 14                                     | 15                                     | 16                                     |                                        |
| -------------------------------------- | -------------------------------------- | -------------------------------------- | -------------------------------------- | -------------------------------------- | -------------------------------------- | -------------------------------------- | -------------------------------------- | -------------------------------------- | -------------------------------------- | -------------------------------------- | -------------------------------------- | -------------------------------------- | -------------------------------------- | -------------------------------------- | -------------------------------------- | -------------------------------------- | -------------------------------------- |
| Positie:                               | 70                                     | 53                                     | 19                                     | 12                                     | 4                                      | 2                                      | 2                                      | 2                                      | 4                                      | 9                                      | 10                                     | 19                                     | 28                                     | 36                                     | 60                                     | 100                                    | uit                                    |

#### Vlaamse Radio 2 Top 30
| Hitnotering: 22-08-1987 t/m 24-10-1987 | Hitnotering: 22-08-1987 t/m 24-10-1987 | Hitnotering: 22-08-1987 t/m 24-10-1987 | Hitnotering: 22-08-1987 t/m 24-10-1987 | Hitnotering: 22-08-1987 t/m 24-10-1987 | Hitnotering: 22-08-1987 t/m 24-10-1987 | Hitnotering: 22-08-1987 t/m 24-10-1987 | Hitnotering: 22-08-1987 t/m 24-10-1987 | Hitnotering: 22-08-1987 t/m 24-10-1987 | Hitnotering: 22-08-1987 t/m 24-10-1987 | Hitnotering: 22-08-1987 t/m 24-10-1987 | Hitnotering: 22-08-1987 t/m 24-10-1987 |
| Week:                                  | 1                                      | 2                                      | 3                                      | 4                                      | 5                                      | 6                                      | 7                                      | 8                                      | 9                                      | 10                                     |                                        |
| -------------------------------------- | -------------------------------------- | -------------------------------------- | -------------------------------------- | -------------------------------------- | -------------------------------------- | -------------------------------------- | -------------------------------------- | -------------------------------------- | -------------------------------------- | -------------------------------------- | -------------------------------------- |
| Positie:                               | 12                                     | 5                                      | 3                                      | 2                                      | 2                                      | 3                                      | 8                                      | 8                                      | 11                                     | 24                                     | uit                                    |

#### NPO Radio 2 Top 2000
| Nummer met noteringen in de NPO Radio 2 Top 2000 | '00 | '01 | '02  | '03 | '04  | '05  | '06  |
| ------------------------------------------------ | --- | --- | ---- | --- | ---- | ---- | ---- |
| La Bamba                                         | 994 | -   | 1267 | -   | 1815 | 1954 | 1958 |

1. ↑  Een '-' betekent dat het nummer niet was genoteerd en een vetgedrukt getal geeft de hoogste notering aan.
2. ↑  2000 was het eerste jaar met een notering voor dit nummer.
3. ↑  Deze tabel is bijgewerkt tot en met de laatste editie (2024).

## Andere covers
Ook vele anderen namen hun eigen versie of cover op, zoals Harry Belafonte (1956), The Tokens (1962),  José Feliciano (1964), The Ventures (1965), Neil Diamond (1966), Lila Downs (2003), Belle Pérez (2003), Astrid Hadad (2007) en Chubby Checker (1963).

## Trivia
- In sommige regio's in België en Nederland geldt La Bamba als de "kusjesdans". Hierbij staan een aantal deelnemers in een kring met de armen over de schouders van de buurman- of vrouw. De andere deelnemers wandelen rond in de kring en kiezen iemand uit die ze drie kussen geven, waarna ze van plaats ruilen.
- Hoewel veel mensen bij het refrein 'La la la la la bamba' zingen, luidt de tekst 'Para bailar la bamba' (om de bamba te dansen).